# Sundance (Wyoming)
Sundance – miasto w Stanach Zjednoczonych, w stanie Wyoming, siedziba administracyjna hrabstwa Crook.